# Anolis frenatus
Anolis frenatus (вуздечковий аноліс) — вид ігуаноподібних ящірок родини анолісових (Dactyloidae). Мешкає в Центральній і Південній Америці.

## Поширення і екологія
Вуздечкові аноліси мешкають на карибських схилах Коста-Рики, в Панамі та Колумбії. Вони живуть в кронах вологих тропічних лісів на рівнинах і в передгір'ях, на висоті до 900 м над рівнем моря. Відкладають яйця.